# بلة كبود (مقاطعة تشرداول)
بلة كبود (بالفارسية: پله کبود) هي قرية تقع في قسم هليلان الريفي في إيران. يقدر عدد سكانها بـ 388 نسمة بحسب إحصاء 2016.